# Јеврејски музеј у Бечу
Јеврејски музеј у Бечу, који послује као Jüdisches Museum der Stadt Wien GmbH или Јеврејски музеј Беч, је музеј јеврејске историје, живота и религије у Аустрији. Музеј је присутан на две локације, у Палати Ескелес у Доротергасе и на Јеврејском тргу, и истакао се веома активним програмом изложби и теренских догађаја који приказују прошлост и садашњост јеврејске културе у Аустрији. Тренутни директор је Барбара Штаудингер, а главни кустос је Астрид Петерле.

## Историја
Први јеврејски музеј у Бечу, основан 1896. године,  био је први јеврејски музеј у свету те врсте. Подржало га је и водило „Друштво за прикупљање и чување уметничких и историјских споменика Јевреја“. Музеј се фокусирао на културу и историју Јевреја у Аустро-Угарском царству, посебно у Бечу и Аустроугарској, док је његова збирка предмета из британског мандата Палестине такође одражавала политичку дебату о ционизму у то време.
Од 1913. године, када се музеј уселио у Талмуд-Тора-Школи у Леополдштату са 3.400 објеката, неколико пута се селио. Непосредно након аншлуса од стране нацистичке Немачке 1938. године музеј је затворен, а његов садржај је распоређен у Етнолошки музеј (Museum für Völkerkunde), Природњачки музеј (Naturhistorisches Museum Wien) и друге просторе. Природњачки музеј искористио је те своје нове набавке за постављање антисемитске изложбе „Телесна и духовна својства Јевреја”. Почетком 1950-их, већина тих предмета је враћена јеврејској заједници (Israelitische Kultusgemeinde Wien), а неки  предмети су враћени током 1990-их.
Дана 31. децембра 1964. отворен је мали јеврејски музеј у новоизграђеном Десидер-Фридман-Хоф-у у Темпелгасе 3, али није добио никакву пажњу јавности. Затворен је због реновирања 1967. године и никада није поново отворен.
Године 1986. оснивање новог јеврејског музеја у Бечу најавио је тадашњи градоначелник Беча Хелмут Цилк у Њујорку на отварању изложбе „Беч 1900 – уметност, архитектура и дизајн“. У оснивачком одбору, између многих других, били су представници аустријске државе, града Беча, Јеврејске заједнице у Бечу, Бечке филхармоније, Леонард Бернстајн и Хелмут Цилк.
Након оснивања 1988. године као друштво са ограниченом одговорношћу под управом директора Кристијана Капа, музеј је добио на управљање колекцију Макса Бергера и колекцију јеврејске заједнице. Аустријски колекционар Мартин Шлаф је 1993. године представио граду Бечу своју колекцију антисемитских предмета, која садржи око 5.000 предмета, и обухвата период од 1490. до 1946. године, како би могли да буду каталогизовани и припремљени за велику изложбу.

## Палата Ескелес
Године 1993. аукцијска кућа Доротеум ставила је на располагање музеју Палату Ескелес у Доротергасе у Бечу. Јулиус Х. Шепс, директор Центра за европско-јеврејске студије на Универзитету у Потсдаму, именован је за директора. 24. новембра 1994. године Паул Грос, председник Јеврејске заједнице у Бечу, отворио је музејску библиотеку. Године 1995/1996. Палату Ескелес је адаптирао за музеј бечки тим архитеката како би створио више простора за излагање, повећао складиште и додао кафић и специјализовану књижару. Године 1998. музејски архив са све већом збирком грађе о историји јеврејског Беча био је јавно доступан. Друга зграда музеја отворена је 25. октобра 2000. године на Јеврејском тргу (Јуденплацу) откривањем Меморијала Холокаусту аустријским Јеврејима који су убијени у Холокаусту.

## Музеј на Јеврејском тргу
Анекс Јеврејског музеја у Бечу који документује друштвени, културни и верски живот бечких Јевреја у средњем веку налази се у кући Мисрахи, на Јуденплацу, срцу градске средњовековне јеврејске заједнице. Изложбени простор, отворен 25. октобра 2000. године, мањи је од онога у палати Ескелес,  модерне је конструкције, са довољно светла, углачаним бетонским елементима и подземним ходницима који посетиоца воде све до 4,5 метара испод нивоа улице, до темеља испод средњовековне синагоге. Последњих година, музеј Јуденплац је био домаћин изложби савремене уметности са духовном или специфично јеврејском темом, као што су инсталације познате аустријске уметнице Зените Комад и неколико изложби фотографија. Изложба 2019. године прослављала је 100. рођендан Леонарда Бернстајна.

## Реновирање
У новембру 2009, новинарка ОРФ-а Даниеле Спера изабрана је да преузме управљање музејом од јула 2010. У интервјуима у време када је именована, нова директорка музеја је рекла да је имала за циљ да „отвори“ музеј за јавност, да створи простор у којем су страхови и предрасуде распршени, а не-Јевреји могу искусити и трауматичну прошлост и живописну садашњост аустријске јеврејске заједнице. Специфични циљеви су такође укључивали допирање до младих са циљаним пројектима за школе, као и до туриста.
„Много тога се нормализује. Али и даље има много људи којима је то тешко, изговарајући реч „Јевреј“, кажу „наши јеврејски суграђани“. Желим да отворим музеј како би људи боље упознали јудаизам“, рекла је Спера у једном интервјуу .
Спера је хитну реновацију просторија у Доротергасе поставила као приоритет, покренувши интензивне напоре прикупљања средстава како из званичних извора у Аустрији тако и из јеврејске дијаспоре, посебно у Сједињеним Државама. Реновирање, од јануара до октобра 2011. године, имало је за циљ комплетан технички ремонт музејске инфраструктуре, као и промене у распореду и садржајима за посетиоце.

## Контроверза о холограмима
Током пројекта реновирања, сет стаклених холограма који приказују 3Д приказе старог бечког живота поломљен је приликом његовог уклањања из музеја. Запослени у музеју је снимио слике и послао их кустоским блоговима  и локалним медијима, стварајући сензацију око тога шта су критичари рекли о уништавању културних артефаката. Музеј је одговорио извештајем судског вештака који је сведочио да холограми нису могли да се одвоје без оштећења јер су били залепљени заједно пре скоро 15 година. Музеј је додао да је други сет истих холограма, који није био изложен, још увек нетакнут и да ће бити смештен у складиште за будућу употребу.

## Поновно отварање
Музеј је 19. октобра 2011. године отворен уз велико интересовање јавности, уз привремену изложбу „Веће од живота – 100 година Холивуда“ која се фокусирала на допринос Јевреја Аустрије америчкој филмској индустрији. У оквиру реновирања, фасада музеја је освежена и намена зграде је истакнута уз велику светлосну инсталацију аустријске уметнице Бригит Кованц са речју музеј на хебрејском писму. У приземљу је преуређењем створен пространи и светли фоаје и пространи изложбени простор у којем се налази стална поставка „Беч. Јеврејски музеј. 21. век“,  као и мурали „Ненси Сперо – Инсталација сећања“. На другом спрату је направљен велики простор за догађаје, а мала изложба „Од Алефа до Тава – од почетка до краја“ приказује животни циклус Јевреја кроз музејске предмете и предмете свакодневног живота.
У оквиру реновирања, Простор за видљиво складиште  на трећем спрату је потпуно редизајниран како би се у њему сместила јудаистичка збирка музеја. Појединачни објекти су истакнути и објашњени кроз инсталацију „прозора“ у стакленим витринама, при чему сваки прозор одговара некој локацији, као што је „Храм Леополдштат“ у Бечу. У централној поставци изложени су предмети бечких и аустријских молитвених домова, синагога и других јеврејских установа, из Јеврејског музеја пре 1938. године, а у мањој мери и из приватних домаћинстава. Прикази на бочним кутијама фокусирани су на период после 1945. године; обухватају предмете из збирке Макса Бергера аустроугарске јудаике, колекцију Ели Стерн која се углавном састоји од свакодневних предмета из Ерец Израела, као и нове набавке и донације које прате историју бечке јеврејске заједнице од 1945. до данас. Колекција Мартина Шлафа „Антисемитски предмети“, такође смештена на трећем спрату, приказана је окренута према полеђини сваке витрине, која је пресликана — идеја је да посетилац, да би погледао објекте у огледалу, у исто време мора да дође лицем у лице са сопственим одразом.

## Број посетилаца
Од свог поновног отварања, музеј је привукао рекордан број посетилаца, како на своје редовне изложбе тако и на вечерњи програм догађаја са гостујућим уметницима и филмским пројекцијама. Конкретно, локација Јуденплац је удвостручила број посетилаца (28.000 посетилаца у 2011. у односу на 14.000 у 2010.), док се посећеност вечерњег програма утростручила. Број посетилаца на обе локације достигао је 59.471 у 2011. години, а 2012. је забележио снажан почетак, са 22.000 посетилаца забележених само у првом кварталу. Музеј је тренутно међу 30 најбољих бечких атракција са 133.000 посетилаца у 2018.

## Наш град! Јеврејски Беч - од тада до сада
Након три године припрема, Музеј је отворио нову сталну поставку „Наш град! Јеврејски Беч – од тада до данас” у новембру 2013. Изложба прати историју бечких Јевреја као кључног дела културног, финансијског и емотивног живота аустријске престонице вековима, али са посебним нагласком на године од 1945. до данас.